# Romanische Dialekte im Elsass

Überkommene romanische und germanische Dialektgruppen in der Region Elsass

Zu den romanischen Dialekten im Elsass gehören zum einen die alteingesessenen autochthonen romanischen Dialekte in den Vogesen und im Sundgau, zum anderen diejenigen französischen Dialekte, die von den übrigen Bewohnern der Region Elsass gesprochen werden oder wurden.

## Die alten romanischen Dialektgebiete des Elsass
Hauptartikel: Langues d’oïl, Lothringisch (romanisch), Franc-Comtois, Welche, Patois

Die Dialektgruppen der
Langues d'oïl

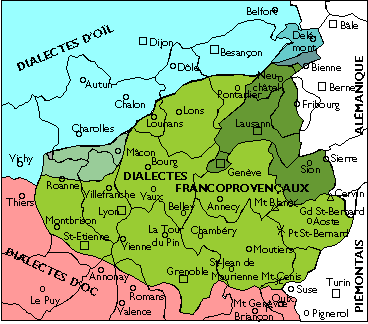
Die Dialektgruppen des Frankoprovenzalischen (grün) (Langues d’oïl blau, Langues d’oc rot)

Die in verschiedenen Gebieten des heutigen Elsass autochthonen romanischen Dialekte gehören zu den Langues d’oïl (vgl. auch Patois). Die franko-provenzalischen Dialekte im äußersten Südwesten des Elsass werden manchmal zu ihnen gerechnet, manchmal nicht. Die romanischen Dialekte in den Vogesen gehören zum lothringisch-romanischen Dialektraum (vgl. auch Welche), diejenigen im südlichen Elsass zum Dialektraum des Franc-Comtois.
Der dahinter stehende romanisch-germanische Sprachgrenzsaum entstand in Spätantike und Frühmittelalter und war überwiegend relativ stabil. Eine größere Veränderung fand nach dem Dreißigjährigen Krieg statt: durch den Krieg entvölkerte, ehemals überwiegend germanischsprachige Regionen im Breuschtal (und in Lothringen) wurden mehrheitlich von Romanischsprechenden (wieder)besiedelt und hielten in der Folge an ihrer Sprache fest.
Die Gemeinden der traditionell romanischsprachigen Gebiete im Elsass haben also teilweise eine deutschsprachige Vorgeschichte oder hatten traditionelle deutschsprachige Teile bzw. einen bilingualen Charakter – Details hierzu finden sich in den Ortsartikeln und in Grenzorte des alemannischen Dialektraums. Traditionell französisch- bzw. romanischsprachige Gebiete und Gemeinden der heutigen Region Elsass in diesem Sinne sind (von Nord nach Süd):
- Lothringisch (romanisch):
  - Weite Teile des Breuschtals. Ursprünglich die Gemeinden Saales, Bourg-Bruche, Saulxures, Ranrupt, Colroy-la-Roche und Grandfontaine. Im 17. Jahrhundert kamen hinzu die Gemeinden Bellefosse, Blancherupt, Belmont, Waldersbach, Fouday, Solbach, Wildersbach, Neuviller-la-Roche, Rothau, Barembach, Schirmeck, Russ, Wisches und Lutzelhouse. Eine unklare Stellung haben die teils weitläufigen Gebiete der Gemeinden Plaine, La Broque und Saint-Blaise-la-Roche.
  - Kleinere Teile des Weilertals, nämlich die Gemeinden Urbeis, Lalaye, Fouchy, Breitenau und – partiell seit dem 17. Jh. – Steige.
  - Das Tal der Lièpvrette (Leber) mit den Gemeinden Sainte-Marie-aux-Mines, Sainte-Croix-aux-Mines, Lièpvre und Rombach-le-Franc.
  - Die Gegend um Lapoutroie mit den Gemeinden Lapoutroie, Labaroche, Orbey, Le Bonhomme, Fréland und Aubure.

- Franc-Comtois (zum Frankoprovenzalischen):
  - Die Dörfer Bellemagny, Bretten, Eteimbes und Saint-Cosme.
  - Die Gegend um Montreux-Vieux mit den Gemeinden Montreux-Vieux, Montreux-Jeune, Magny, Romagny, Valdieu-Lutran und Chavannes-sur-l’Étang.
  - Die Dörfer Courtavon und Levoncourt.